# Glicosidi cianogenetici
I glicosidi cianogenici sono una classe di sostanze vegetali costituita da una parte zuccherina e da una porzione non zuccherina, detta aglicone, che per idrolisi determinano la generazione di acido cianidrico.
Il glicoside cianogenico più comune è l'amigdalina racchiusa nelle mandorle amare e più in generale nei semi e nelle foglie delle Rosaceae (mandorle amare, albicocche, pesche, ciliegie, prugne, susine, lauroceraso e ricino). Per idrolisi, l'amigdalina libera acido cianidrico (odore di mandorle amare), benzaldeide (odore di mandorle dolci) e due molecole di glucosio. Questa reazione, praticabile anche dagli enzimi umani, avviene con il contributo della flora batterica intestinale umana.
Negli animali i più vulnerabili sono gli erbivori ruminanti in quanto nel prestomaco avviene una idrolisi da parte della flora batterica presente nello stesso che permette una idrolisi maggiore delle molecole dei glicosidi cianogenici con relativa produzione di acido cianidrico disponibile.
Fonti alimentari di glicosidi cianogenici e nome della molecola.

| Pianta                      | Glicoside  |
| --------------------------- | ---------- |
| Mandorle amare              | Amigdalina |
| Radice di cassava (manioca) | Linamarina |
| Mela (semi)                 | Amigdalina |
| Sorgo (intero)              | Durrina    |
| Prugna (nocciolo)           | Amigdalina |
| Nettarina (nocciolo)        | Amigdalina |
| Fagioli di lima             | Linamarina |